# Унтервайтерсдорф
Унтервайтерсдорф (нем. Unterweitersdorf) — коммуна в Австрии, в федеральной земле Верхняя Австрия.
Входит в состав округа Фрайштадт. Население составляет 1849 человек (на 31 декабря 2005 года). Занимает площадь 11 км². Официальный код — 40622.

## Политическая ситуация
Бургомистр коммуны — Вильхельм Вурм (СДПА) по результатам выборов 2003 года.
Совет представителей коммуны (нем. Gemeinderat) состоит из 19 мест.
- СДПА занимает 11 мест.
- АНП занимает 8 мест.